# Sumaré (Cachoeiro do Itapemirim)
Sumaré  é um bairro localizado no município de  Cachoeiro de Itapemirim, Espírito Santo, Brasil, e nele fica localizado o Estádio Mário Monteiro, mais conhecido com Estádio Sumaré.